# Albatros (A996)
Pour les articles homonymes, voir Albatros.
L’Albatros est un remorqueur de haute mer belge d'origine néerlandaise construit en 1967 sur le chantier naval néerlandais Willemsoord au Helder. 
C'est aujourd'hui un bâtiment de la composante marine de l'armée belge basé à la Zeebruges. Sa ville marraine est Boom.

## Service
Ce remorqueur a d'abord servi pour la Marine royale néerlandaise.

En 1997, il est repris par la marine belge comme ready duty ship. 
Il sert essentiellement :
- pour la recherche et le secours en mer ;
- pour le contrôle et la verbalisation sur zone de pêche ;
- pour la lutte anti-pollution en mer ;
- pour la destruction d'explosifs en mer.

Il est mis en vente dès mi-janvier 2015.